# L'Innocent (film, 1911, Perret)
 (juillet 2025).
Pour les articles homonymes, voir Innocent.
Pour plus de détails, voir Fiche technique et Distribution.
L'Innocent est un film français réalisé par Léonce Perret, sorti en 1911.

## Fiche technique
- Titre : L'Innocent
- Réalisation : Léonce Perret
- Scénario : Léonce Perret
- Photographie : Georges Specht
- Montage :
- Producteur :
- Société de production : Société des Établissements L. Gaumont
- Société de distribution : Comptoir Ciné-Location
- Pays d'origine :  France
- Langue : film muet avec les intertitres en français
- Format : Noir et blanc — 35 mm — 1,33:1 — Muet
- Genre :
- Métrage : 272 mètres
- Durée : 9 minutes
- Dates de sortie :
  -  France : 13 octobre 1911

## Distribution
- Gabriel Signoret : l'Innocent